# Gustaf Collijn
Gustaf Alfred Daniel Collijn, född 11 november 1880 i Stockholm, död där 6 november 1968, var en svensk teaterman och författare.

## Biografi
Collijn började sin bana som dramatiker 1904 och var 1910-1913 utgivare av teatertidskriften Thalia. Han var en av grundarna av Nya Intima teatern 1911 och dess direktör 1911-1921. Under åren 1916-1929 ledde han även Djurgårdsteatern och han utsågs 1936 till ordförande i Riksteatern. 

### Familj
Gustaf Collijns föräldrar var grosshandlaren P. A. Collijn och Jenny Agrell. Han var bror till Ludvig Collijn och kusin till riksbibliotekarien Isak Collijn. Collijn var från 1912 gift med författarinnan Anna Lenah Elgström. Han är begraven på Norra begravningsplatsen i Stockholm.

## Teater

### Regi
| År   | Produktion                                        | Upphovsmän                           | Teater                                              |
| ---- | ------------------------------------------------- | ------------------------------------ | --------------------------------------------------- |
| 1911 | Den objudna gästen L'intruse                      | Maurice Maeterlinck                  | Intima teatern                                      |
| 1912 | Fannys första stycke Fanny's First Play           | George Bernard Shaw                  | Intima teatern                                      |
| 1912 | En kvinna utan betydelse A Woman Of No Importance | Oscar Wilde                          | Intima teatern regi tillsammans med Knut Michaelson |
| 1914 | En butiksfröken La Demoiselle de magasin          | Frantz Fonson och Ferdinand Wickeler | Intima teatern                                      |
| 1916 | Takrännan                                         | Gustaf Collijn                       | Intima teatern                                      |

### Skönlitteratur
- Ojämn strid : skådespel i tre akter. Stockholm: G. Lindström. 1905. Libris 1726299
- Bland vassen : skådespel i en akt. Uppsala: Akad. bokförl. 1909. Libris 1612603
- Der Turm des Schweigens : Schauspiel in drei Aufzügen. Wien. 1909. Libris 2599760
- Stoft : tre akter. Svenska teatern, 99-1250025-3 ; 335. Stockholm: Bonnier. 1912. Libris 1640469
- Janus : tre akter. Svenska teatern, 99-1250025-3 ; 343. Stockholm: Bonnier. 1913. Libris 1640476
- Takrännan : komedi i tre akter. Svenska teatern, 99-1250025-3 ; 364. Stockholm: Bonnier. 1916. Libris 1659666
- Hjältar och statister : histrionnovelletter. Stockholm: Bonnier. 1917. Libris 1650644
- Den blå timmen : roman. Stockholm: Åhlén & Åkerlund. 1919. Libris 1650643
- Rödakorssystern : skådespel i fyra akter. Svenska teatern, 99-1250025-3 ; 387. Stockholm: Bonnier. 1919. Libris 1659684
- Blommorna / med förord av Hjalmar Bergman. Stockholm: Schildt. 1930. Libris 1318341

### Varia
- Lärobok i schack. Stockholm: Norstedt. 1898. Libris 1644105 - Medförfattare Ludvig Collijn.
- Franz Grillparzer : hans lif och verk. Stockholm: Gustaf Lindström. 1902. Libris 757082
- U.S.A. : liv och teater. Stockholm: Bonnier. 1927. Libris 121459 - Medförfattare Anna Lenah Elgström.